# Лобонц, Богдан
Богдан Ионуц Ло́бонц (рум. Bogdan Ionuț Lobonţ; род. 18 января 1978[…], Хунедоара, Хунедоара) — румынский футболист, завершивший игровую карьеру, выступал на позиции вратаря.

## Биография
Богдан Лобонц начал карьеру в своём родном городе Хунеадора, выступая за «Корвинул». В 1997 году Лобонц перешёл в «Рапид» из Бухареста, в котором отлично выступал. Перешёл в 2000 году в «Аякс». Но неопытность, а позднее и травма не позволили Богдану стать игроком основного состава, и на один сезон он был отдан в аренду бухарестскому «Динамо». Вернувшись в «Аякс», Лобонц периодически защищал ворота клуба, хорошо зарекомендовал себя в матчах чемпионата Нидерландов и Лиге чемпионов.
В январе 2006 Лобонц был продан клубу итальянской серии А «Фиорентине», который искал замену вратарю Себастьяну Фрею, получившему травму. Хотя Лобонц отлично играл за «Фиорентину», по возвращении Фрея Богдан стал запасным игроком.
Потеряв место в национальной сборной Румынии, Лобонц решил покинуть клуб и в 2006 году вернулся на родину играть за «Динамо» Бухарест, в котором до того выступал в аренде. Во многом благодаря Лобонцу «Динамо» выиграло чемпионат Румынии и прошло квалификацию Лиги чемпионов.
Лобонц является постоянным игроком сборной Румынии, отыграв более 70 игр, его дебют состоялся в 1998 году. На чемпионате Европы 2008 Богдан был основным вратарём сборной.
Есть дочь Азарита Летизия Лобонц (04.01.2012).
С октября 2018 года по июнь 2019 был главным тренером клуба «Университатя (Клуж)».

## Достижения
Рапид (Бухарест)
- Чемпион Румынии: 1998/99, 2001/02, 2006/07
- Обладатель Кубка Румынии: 1997/98
- Обладатель Суперкубка Румынии: 1999

Аякс
- Чемпион Нидерландов: 2003/04

Рома
- Финалист Кубка Италии: 2009/10, 2012/13